# Flugabwehrkanonenpanzer Gepard
El Flugabwehrkanonenpanzer Gepard (abreviado en alemán: Flakpanzer Gepard, "carro con cañones y sistemas antiaéreos" Gepard), es un blindado autónomo antiaéreo de fabricación alemana. Desarrollado y presentado en los años 1970, es el sistema de defensa antiaérea principal en Alemania y todavía la piedra angular en la defensa aérea de otros países.

## Historia
En 1963 se empezó el diseño del Gepard, como iniciativa privada. En 1966, el Bundeswehr debía sustituir sus cañones antiaéreos M42 Duster y no se hallaba plenamente conforme con ninguno de los sistemas antiaéreos disponibles. Así que aceptó la idea de utilizar unos cañones antiaéreos que podrían ser montados en este nuevo vehículo, ya sea un par de 3 cm, o un par de 3,5 cm, así como parte de varios sistemas de alerta temprana y un radar capaz de ser adaptado a una torreta, y sumando todo esto a un chasis de un Leopard el desarrollo fue muy moderado en su duración. La idea de emplear el chasis de un tanque existente se basaba en el éxito de soluciones como el Flakpanzer 38(t) de la Segunda Guerra Mundial, y lo normal por tanto era elegir el Leopard, que estaba en servicio desde 1965. Dada la meteorología de Alemania era muy importante poder operar todo tiempo, esto no es sólo de noche sino principalmente visibilidad limitada por lluvia o niebla.
Los dos diseños evaluados fueron el Matador (Rheinmetall, AEG, Siemens y Krauss-Maffei) y el  5PFZ-A (Oerlikon, Contraves, Siemens-Albis, Hollandse Signaalapparaten y Kraus-Maffei/Porsche). En 1971 se eligió el 5PFZ y se pidió una preserie de cuatro 5PFZ para pruebas, denominados B1. Los cuatro prototipos fueron construidos, dos con las armas de calibre 30 mm y otros dos con los cañones de 35 mm. Con el tiempo los cañones de 35 mm fueron seleccionados para el servicio con Alemania y el vehículo entró en servicio en 1976. Antes de eso otra pre-serie de 12 5PFZ-B1 se entregó en 1973 para más pruebas.
Para Holanda, el arma seleccionada inicialmente fue la del calibre 30 mm, y en Bélgica la de 25 mm desarrollada localmente. Finalmente ambos países eligieron también el Oerlikon de 35 mm. Los Gepard serían producidos hasta 1989, ya con el final de la guerra fría no eran necesarios. La razón empleada fue que eran sistemas bastante desfasados en cuanto a sus capacidades y radio del alcance.
Varios proyectos de modernización tuvieron lugar, sin ser ninguno aceptado. Su último poseedor conocido fue el Ejército de Rumania, que adquirió unas 43 unidades para reemplazar a sus sistemas de origen soviético, y así poder adaptarse a los sistemas estándar en la OTAN, ante una posible admisión.
Los Japoneses siguieron con interés el Flakpanzer Gepard, tanto que construyeron su version sobre el chasis del tanque Type 74. Los japoneses lo llamaron Type 87. También usaba cañones Oerlikon y el radar de búsqueda estaba instalado en la trasera de la torreta, pero se emplearon sistemas locales. El radar de seguimiento se instaló en el techo de la torreta. El Japanese Ground Self-Defense Force (JGSDF), incorporó 52 vehículos.

## Descripción
El casco del Gepard es similar al del Leopard 1, al igual que la mayoría de sus componentes. La principal diferencia es la instalación de un motor adicional de 95 CV de fuerza para solventar la energía consumida por los equipos electrónicos que lleva en él. El Gepard holandés es denominado CA1, habiendo sido proyectado para la protección de las unidades mecanizadas en el campo de batalla y puede operar en los mismos terrenos donde puede hacerlo dicho carro de combate.

## Características

### Armamento
El Gepard va armado con dos cañones automáticos Oerlikon KDA, de 35 mm, cuyo sector de tiro vertical oscila entre los 85° y -9°. El sector de tiro horizontal es de 360°; todos los movimientos de la torreta se realizan mediante un motor, pero también en caso de avería se pueden efectuar manualmente. El consumo de munición es muy elevado en las acciones antiaéreas. Una vez que la munición se ha consumido, resulta necesario entre 20 a 30 minutos para llenar los cargadores desde el exterior del vehículo.
Cada tubo de cañón va provisto con un equipo de medición de la velocidad inicial, que continuamente suministra dicho dato al ordenador de la dirección de tiro. El vehículo transporta 3000 disparos de munición, de los cuales 2500 son para uso antiaéreo y 500 para empleo contra vehículos acorazados. El artillero necesita solo unos pocos segundos para sustituir la munición (3 segundos).
Los cañones tienen una cadencia de tiro máxima de 750 disparos/min cada unidad. Las vainas vacías son expulsadas automáticamente desde la torreta. El artillero puede seleccionar distintas modalidades de fuego: tiro a tiro, ráfagas de 5 o de 15 disparos o fuego continuado. El alcance antiaéreo efectivo de los cañones es de 5500 m, mientras que los misiles Stinger F Bloque II que portan, tienen un alcance promedio cerca de 25 000 pies (7600 m). La versión alemana dispone de 4 tubos lanzahumos, mientras que la holandesa cuenta con seis.

### Sistemas de detección
El radar de exploración va instalado en la parte trasera de la torreta y puede ser abatido si es preciso. Su antena gira sobre sí misma una vez cada segundo y puede detectar una aeronave situada a 40 km de distancia y disparar a objetivos que van a 1500 km/h.
La señal de la aeronave aparece entonces en la pantalla de radar situada en el interior de la torreta, y en primer lugar se la identifica como amiga o enemiga; si es enemiga el radar de seguimiento que va montado en la parte delantera de la torreta, se fija sobre el objetivo.
Si es preciso el radar puede girar 180°, de tal modo que la antena se coloca en dirección al interior de la torreta y se protege de ese modo de fragmentos de granadas. El ordenador apunta los cañones en dirección al objetivo y las armas siguen a la aeronave en sus movimientos. Si el objetivo entra en el radio de acción de los cañones, la tripulación es alertada y el vehículo abre fuego.

### Sistemas ópticos
El Gepard también va dotado de visores ópticos. Los cañones pueden apuntarse y dispararse mientras el vehículo se desplaza campo a través. Normalmente, el vehículo debería detenerse para abrir fuego, pues lo convertiría en una plataforma de tiro más estable y precisa.

### Protección y motorización
El vehículo va dotado de un sistema ABQ y puede vadear corrientes de una profundidad de 2.25 m., igualmente el direccionamiento y control de la torreta es potenciado por un generador de 40 kW de capacidad, este es propulsado por un motor OM314 de 4 cilindros y 3.8 litros de capacidad policarburante.

## Usuarios

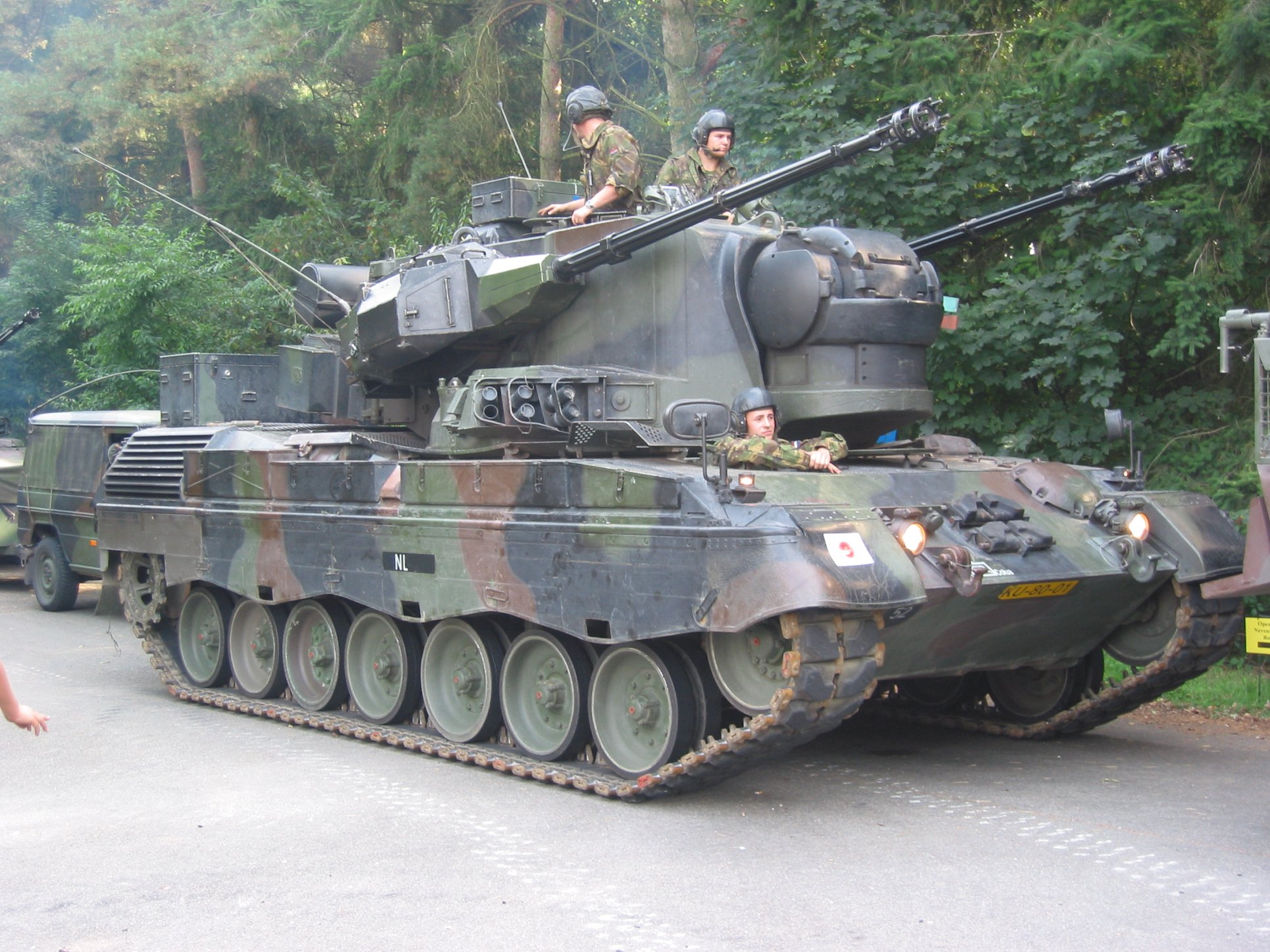
Un Gepard neerlandés en servicio de maniobras.

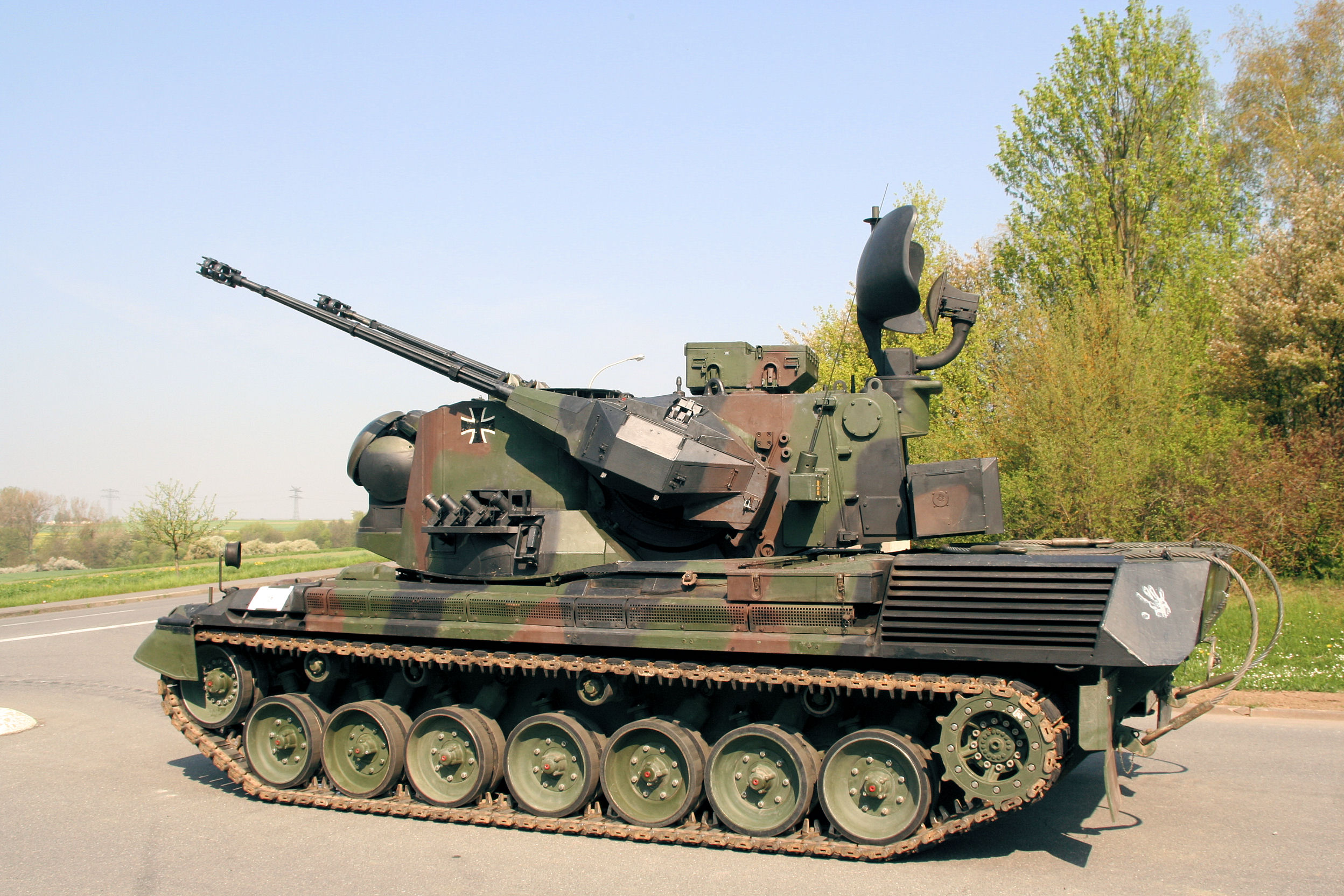
Vista lateral del Gepard.

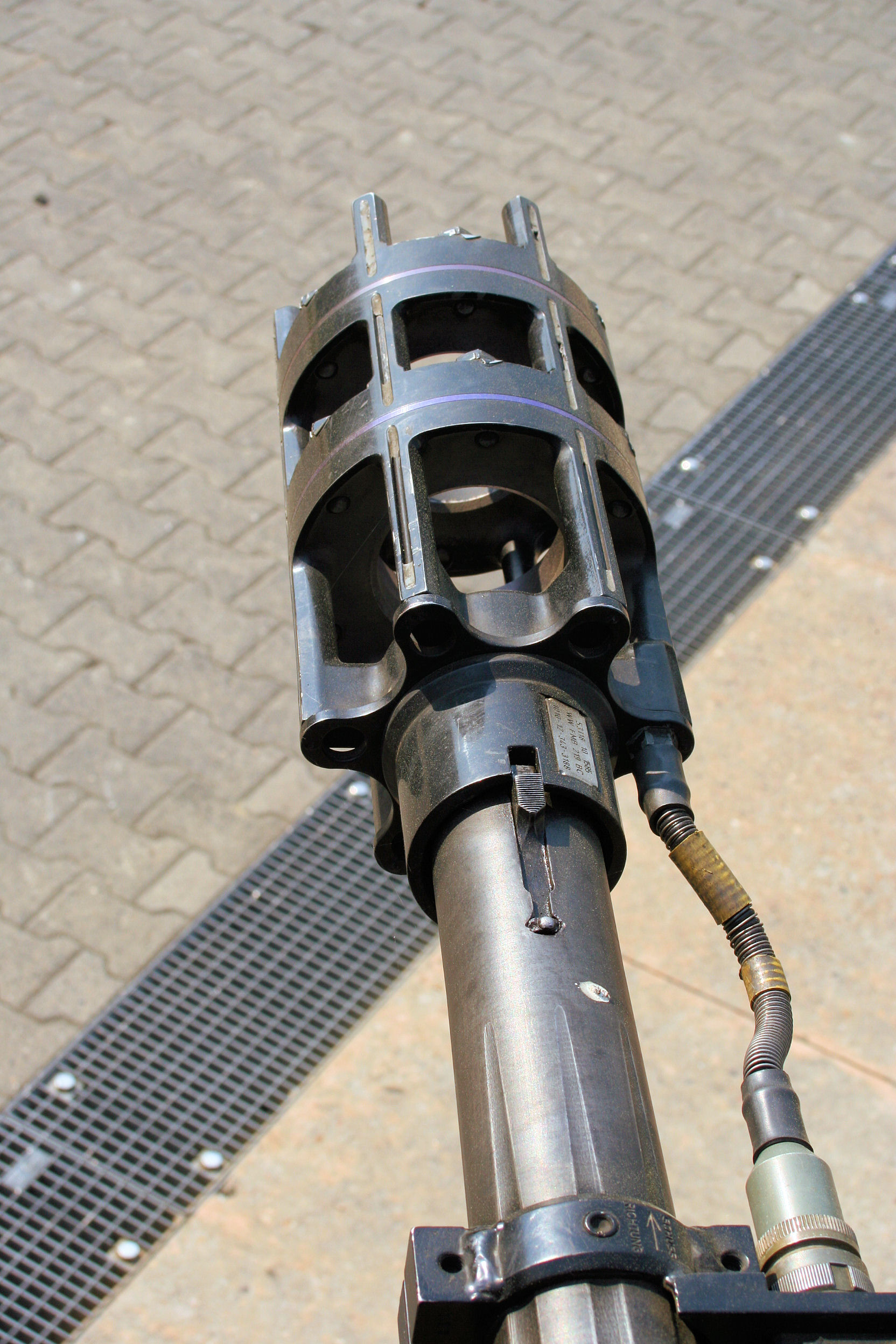
Una toma de la bocacha de fuego de uno de los cañones del Gepard.

### Actuales
- Brasil - Ejercito brasileiro

36 unidades. La oferta originalmente hecha por la KMW en 2011 sería por 36 unidades, las cuales han sido incorporadas según algunas fuentes.
- Jordania - Real Ejército de Jordania

60 unidades compradas de las retiradas en Holanda por un importe de USS$ 21 millones.
- Rumania - Ejército de Rumania

43 unidades entregadas, todas provenientes de los depósitos del Bundeswehr.
- Ucrania - Fuerzas Terrestres de Ucrania

50 unidades autorizadas por Alemania, 30 unidades entregadas.

### Anteriores
- Alemania - Bundeswehr

377 unidades, originalmente construidas para el Bundeswehr; todas ellas permanecerán en almacenamiento, algunas ya han sido vendidas a otras naciones, siendo reemplazadas por el sistema de armas antiaéreas MANTIS, derivado del proyecto SysFla.
- Chile - Ejército chileno

Con cuatro unidades, que inicialmente fueran despachadas en 2008, las mismas serían posteriormente regresadas en enero de 2011. Este equipamiento estuvo originalmente en servicio con el Bundeswehr. Una orden posterior para 30 vehículos fue cancelada, debido al alto costo operativo al cual el sistema debía ser operado, ya que varios de sus sistemas clave habían de ser actualizados antes de entrar al servicio activo.
- Bélgica - Componente Terrestre Belga

55 unidades, retiradas del servicio.
- Países Bajos - Real Ejército de los Países Bajos

95 unidades entregadas, 60 vendidas a Jordania, las restantes como reserva estratégica.

## Historial operativo y de combate
Durante la guerra fría los Gepard se encuadraron en los regimientos de defensa aérea de las divisiones Panzer y Panzergrenadier. Cada regimiento contaba con 6 baterías de 6 vehículos cada una. Las unidades eran los FlaReg. 1, 2, 3. 4, 5, 6, 9, 10, 11, 12 y GebirgsFlaReg. 8. Otros Gepard servían con el FlaBtl. 620 del FlaRgt. 600 que en caso de guerra se asignaría al LANDJUT.
Debido a la guerra que está sucediendo en Ucrania, Alemania donó vehículos antiaéreos Gepard a Ucrania para intentar contrarrestar los ataques aéreos rusos. Mediante una grabación de un dron suicida Lancet, se ve el impacto de la misma sobre el sistema Gepard, destruyéndolo.

## Sistemas comparables
- Fliegerabwehrpanzer 68
- K30 Biho
- FNSS ACV-30
- M247 Sergeant York
- Sistema antiaéreo Marksman
- PZA Loara
- 9K22 Tunguska
- Cañón antiaéreo autopropulsado Tipo 87
- Cañón antiaéreo autopropulsado Tipo 95
- ZSU-23-4